# La Légende du roi crabe
Pour plus de détails, voir Fiche technique et Distribution.
La Légende du roi crabe (Re Granchio) est un film italien réalisé par Alessio Rigo de Righi et Matteo Zoppis, sorti en 2021.

## Synopsis
Au XIXe siècle, un ivrogne est chassé d'Italie pour un crime. Arrivé en Terre de Feu, il se met en quête d'un trésor.

## Fiche technique
- Titre : La Légende du roi crabe
- Titre original : Re Granchio
- Réalisation : Alessio Rigo de Righi et Matteo Zoppis
- Scénario : Alessio Rigo de Righi, Matteo Zoppis, Tommaso Bertani et Carlo Lavagna
- Musique : Vittorio Giampietro
- Photographie : Simone D'Arcangelo
- Montage : Andrés Pepe Estrada
- Production : Tommaso Bertani, Ezequiel Borovinsky, Ezequiel Capaldo, Agustina Costa Varsi, Massimiliano Navarra et Thomas Ordonneau
- Société de production : Ring Film, Shellac Sud, Wanka Cine, Volpe Films et Rai Cinema
- Société de distribution : Shellac Distribution (France)
- Pays :  Italie,  France et  Argentine
- Genre : Aventure, drame et historique
- Durée : 105 minutes
- Dates de sortie : 
  - Italie : 2 décembre 2021
  - France : 23 février 2022

## Distribution
- Gabriele Silli : Luciano
- Maria Alexandra Lungu : Emma
- Severino Sperandio : Severino, le père d'Emma
- Bruno di Giovanni : Bruno, le père de Luciano
- Enzo Cucchi : le prince
- Mariano Arce : Gauchito
- Darío Levy : Lennox
- Daniel Tur : Ventura
- Jorge Prado : le capitaine
- Ercole Colnago : l'hôte du repas de chasse où se raconte la légende

## Distinctions
Le film a été nommé pour le David di Donatello du meilleur réalisateur débutant.